# Whirlwind (album)
Whirlwind is het tweede studioalbum van de Nederlandse jazzrockband Spin.
In 1976 verscheen het debuutalbum Spin. De band wist met de single 'Grasshopper' een klein hitje te scoren in de Verenigde Staten. Island Records zou de distributie van de platen van de band in dat land en in het Verenigd Koninkrijk op zich nemen, maar trok zich terug. Dit weerhield de band er niet van om een tweede plaat op te nemen. Net als Spin is ook de tweede plaat instrumentaal, met één uitzondering. 'You're a Clown' bevat zangpartijen van Martha Pendleton en Sue Chaloner (Spooky and Sue).

## Ontvangst
In de Nieuwe Winterswijksche courant werd de muziek op het album "kwa tempo wat sneller" dan de voorganger genoemd en "jazzy met de herkenbare structuur van gitaar- en blaaspartijen". Jim van Alphen van Het Parool noemde het album "een vaak swingende cocktail" met "jazz, symphonische flarden, funk en latinrock". Ook Willem-Jan Martin van Trouw hoorde zowel jazz als funk terug, wel miste hij wat hij de "'rock'kant van het gezelschap" noemde.

## Nummers
| Nr. | Titel                      | Schrijver(s)                 | Duur |
| --- | -------------------------- | ---------------------------- | ---- |
| 1.  | Tarantula                  | Hans Jansen, Jan Vennik      | 5:00 |
| 2.  | Baby's Delight             | Jansen, Vennik               | 5:35 |
| 3.  | Dance of the Sea-Gull      | Jan Hollestelle              | 4:20 |
| 4.  | Telegraphcanyon-Roadrunner | Hans Hollestelle             | 4:15 |
| 5.  | Super B.                   | Jansen, Vennik               | 5:13 |
| 6.  | Yellow Kites               | H. Hollestelle               | 4:07 |
| 7.  | You're a Clown             | Jansen, Vennik, Sue Chaloner | 5:57 |
| 8.  | T-Ford Two                 | J. Hollestelle               | 5:35 |

## Bezetting
- Rein van den Broek, bugel en trompet
- Jan Vennik, fluit
- Hans Jansen, keyboard
- Hans Hollestelle, gitaar en synthesizer
- Jan Hollestelle, bas en synthesizer
- Cees Kranenburg, drums

Aanvullend:
- Toots Thielemans, mondharmonica op track 2 en 7
- Bart van Lier, trombone op track 2, 5 en 7
- Martha Pendleton en Sue Chaloner, zang op track 7